# Molenbeek (Bekkevoort)
Molenbeek is een plaats in de Vlaams-Brabantse gemeente Bekkevoort, behorende tot de deelgemeente Molenbeek-Wersbeek.
Molenbeek ligt in het Hageland op een hoogte van 55 meter. Ten zuiden van Molenbeek stroomt de Pijnbeek.
De parochiekerk van Molenbeek is de Sint-Laurentiuskerk.

## Nabijgelegen kernen
Wersbeek, Optielt, Bekkevoort, Kapellen